# Federazione di baseball e softball dei Paesi Bassi
La Federazione olandese di baseball e softball (nld. Koninklijke Nederlandse Baseball en Softball Bond) è un'organizzazione fondata nel 1912 per governare la pratica del baseball e del softball nei Paesi Bassi.
Organizza il campionato maschile e di softball femminile, e pone sotto la propria egida la nazionale maschile e di softball femminile.